# Шевченко, Игорь Иванович
Игорь Иванович Шевченко (Ihor Ivanovic Sevcenko; 10 февраля 1922, Варшава — 26 декабря 2009, Кембридж, Массачусетс) — американский византинист и славяновед, историк, филолог, палеограф и эпиграфист украинско-польского происхождения. Дважды доктор (1945, 1949), эмерит-профессор Гарварда, член Американского философского общества (1978) и Национальной академии деи Линчеи, Национальной академии Украины и Польской академии искусств и наук (2007). Член-корреспондент Британской академии (1989).

## Биография
Родился в пригороде Варшавы Радосць в семье украинских эмигрантов, связанных с Украинской народной республикой. Его приятелем детства был сын Станислава Винценца.
Получив начальное образование в гимназии Адама Мицкевича, где он учился вместе с будущим знаменитым историком культуры Яном Бялостоцким, а затем в Варшавском лицее, он продолжил обучение в Карловом университете. 
Там он в 1945 году получил свою первую докторскую степень по классической филологии.
В конце Второй мировой войны он оказался в Германии в лагере беженцев.
В апреле 1946 года написал письмо Джорджу Оруэллу, с просьбой дать разрешение перевести повесть «Скотный двор» на украинский язык для распространения в лагерях. Эта мысль сходу понравилась писателю, который не только отказался от роялти, но и согласился написать предисловие к печатному изданию. Под псевдонимом Иван Чернятинский, составленному из имени его отца и девичьей фамилии матери, был издан один из первых переводов повести. Из этого издания 2000 экземпляров были распространены среди украинских читателей, а оставшиеся 1500 экземпляров были переданы советским офицерам, которые их немедленно уничтожили.
Затем Шевченко беженцем оказался в Бельгии, где поступил в Католический университет Лувена, где в 1949 году защитил свою вторую докторскую диссертацию, изданную в 1962 году под названием фр. Études sur la polémique entre Théodore Métochite et Nicéphore Choumnos. В эти годы он активно участвовал в работе семинара Анри Грегуара, которого будет считать своим учителем.
В 1949 году Шевченко переехал в США.
В 1949—1950 гг. приглашённый исследователь-византинист в Думбартон-Оксе.
Изучал древнюю и византийскую историю в Калифорнийском университете в Беркли, где присоединился к кружку известного медиевиста Эрнста Канторовича, а затем получил должность на факультете славянских языков и литературы Мичиганского университета.
С 1957 года преподавал в Колумбийском университете.
С 1965 года работал в Думбартон-Оксе (профессор до 2008 года, также занимал ряд других должностей) и в 1981—1992 гг. именной профессор, затем эмерит Гарварда, где преподавал с 1973.
Получил три почётные докторские степени; удостоился двух фестшрифтов - к 60-ти и 80-летию.
Умер от рака кости. Остались две дочери.

## Научная деятельность
Был историком-позитивистом.
Научная деятельность Игоря Шевченко была связана с византинистикой и славистикой, прежде всего, по отношению к истории Украины. Его работы были посвящены византийским письменной культуре и обществу начиная с поздней античности до XV века, исследуя контакты между славянскими народами и Византией. Шевченко оставил работы по палеографии, эпиграфике и кодикологии. Его последней, незаконченной, работой была подготовка английского издания единственной дошедшей до нашего времени византийской светской биографии — жизнеописания императора Василия I, написанной при его внуке, Константине Порфирородном.

## «Закон Шевченко»
С именем Игоря Шевченко связан «закон собаки и леса»:
Собака входит в девственный лес, приближается к дереву и делает то, что делают собаки у дерева. Дерево выбрано наугад. Оно ничем не отличается от любого другого. Однако можно не без оснований предсказать, что следующие собаки, заходя в этот лес, обратят внимание на то же самое дерево. Так часто происходит и в науке: «запах» аргумента по поводу какой-то проблемы побуждает учёных вступать в новые и новые дискуссии, касающиеся этой проблемы.

## Награды
- Орден князя Ярослава Мудрого V степени (2010, посмертно, Украина)
- Орден «За интеллектуальную отвагу» (2009, Украина).
- Премия фонда Антоновичей (1999, США).

## Избранные труды
Полный список трудов, включающий более двухсот книг и статей, приведён на мемориальном сайте учёного.
- Ihor Ševčenko, Études sur la polémique entre Théodore Métochite et Nicéphore Choumnos (1962). ASIN: B000KJ9U8O
- Ihor Ševčenko, Society and Intellectual Life in Late Byzantium (1981) ISBN 0-86078-083-X, ISBN 978-0-86078-083-0
- Ihor Ševčenko, Ideology, Letters and Culture in the Byzantine World (1982)
- Ihor Ševčenko, Byzantium and the Slavs in Letters and Culture (1991) ISBN 0-916458-12-1, ISBN 978-0-916458-12-6
- Ihor Ševčenko, Ukraine between East and West (1996) ISBN 1-895571-15-4, ISBN 978-1-895571-15-8
- Ihor Ševčenko, ed. and trans., Chronographiae Quae Theophanis Continuati Nomine Fertur Liber V Quo Vita Basilii Imperatoris Amplectitur (Corpus Fontium Historiae Byzantinae) (forthcoming in December 2012) ISBN 978-3-11-018477 [20]
- Zakorzeniony kosmopolita. Ihor Szewczenko w rozmowie z Łukaszem Jasiną, Lublin: Instytut Europy Środkowo-Wschodniej 2010 ISBN 978-83-60695-51-7